# واتس (اکلاهما)
واتس(به انگلیسی: Watts) شهری در ایالت اکلاهما کشور ایالات متحده آمریکا است که جمعیت آن در سرشماری سال ۲۰۱۰ میلادی، ۳۲۴ نفر بوده‌است.